# Peep Lassmann
Peep Lassmann   (Tartu, 19 de març de 1948) és un pianista estonià.
Format al Conservatori de Moscou sota Emil Guílels que ha ocupat el càrrec de rector de l'"Acadèmia Estònia de Música i Teatre" des de 1992. Ha exercit les estrenes a Estònia de Olivier Messiaen com Vingt Regards sur l'enfant-Jésus i al Catàleg d'oiseaux.